# Jordi Fulla
Jordi Fulla (Igualada, 1967 - Igualada, 2019) fue un artista español. Sus obras forman parte de diversas colecciones nacionales y extranjeras.

## Biografía
Se formó en L'Escola Eina de Barcelona. Su obra fue expuesta en galerías e instituciones de España, Japón, Alemania, Inglaterra, Estados Unidos, Países Bajos, Francia, Italia y Portugal.
El 2011, expuso ‘Sixteen thousand days donde the roof’, y después trabajó en la propuesta itinerante ‘Umbrales en el punto inmóvil del mundo que gira’ (2015-2019). En el momento de su muerte tenía una exposición abierta al Museo Can Framis de Barcelona y otra en el espacioCal Pal de La Cortinada, Andorra.
Su extensa trayectoria en el mundo artístico le llevó a realizar exposiciones en galerías, instituciones y museos a nivel nacional e internacional como la Feria de arte contemporáneo en Madrid, Art Cologne, el Museo de Arte Contemporáneo de Chicago, feria LOOP, museo Can Framis, museo de Montserrat, Instituto de Estudios Ilerdenses, el Centro de Arte Santa Mónica, la Feria de Art Contemporáneo Art Madrid, entre otras. Parte de su obra se encuentra en una colección de la Fundación Vila Casas.

## Premios y reconocimientos
- Premios ArtsFAD, mención especial a su trayectoria.[7]
- Premio Ricard Camí (2001, 2009).[8]